# Bryolymnia anthracitaria
Bryolymnia anthracitaria là một loài bướm đêm thuộc họ Noctuidae. Nó là loài duy nhất được tìm thấy ở tây nam Arizona.
Chiều dài cánh trước là 12–16 mm. Con trưởng thành được sưu tập từ cuối tháng 6 đến cuối tháng 8.